# Scott Walker (Musiker)

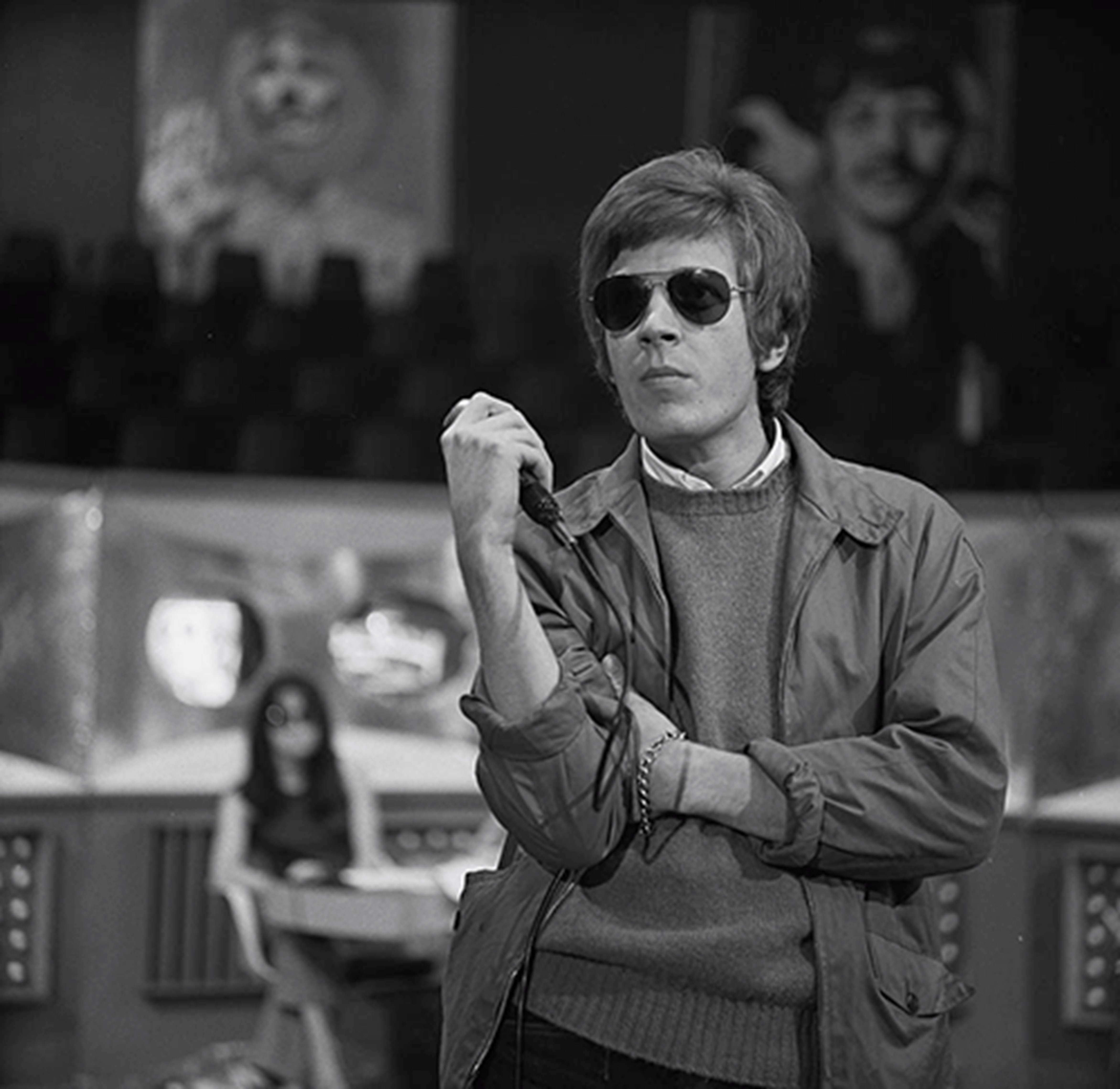
Scott Walker, 1968

Scott Walker (eigentlich Noel Scott Engel junior; * 9. Januar 1943 in Hamilton, Ohio; † 22. März 2019 in London) war ein US-amerikanischer Sänger, Musiker und Komponist. Walker hatte seinen Durchbruch 1965 mit der Popband The Walker Brothers, war zunächst auch als Solokünstler erfolgreich und wandte sich ab den 1990er Jahren avantgardistischer Musik zu.

## Leben
Scott Walker war der Sohn von Noel Engel senior und seiner Frau Elizabeth Marie. Seine Eltern ließen sich scheiden, als er sechs Jahre alt war. 1973 heiratete er in Las Vegas seine langjährige Freundin Mette Teglbjaerg, die er in Kopenhagen kennengelernt hatte, als er dort zeitweilig lebte. Mit ihr hatte Scott Walker die Tochter Lee. Die Ehe wurde Ende der 1970er Jahre geschieden. Scott Walker wohnte in London.

## Frühe Aufnahmen / The Walker Brothers
Walker wurde in den späten 1950er Jahren von Eddie Fisher entdeckt und trat mehrfach im Fernsehen auf. Er sollte, ähnlich wie Frankie Avalon, unter seinem Namen Scott (Scotty) Engel zu einem Teenager-Star aufgebaut werden. 1957 veröffentlichte er die Single When Is a Boy a Man als Scotty Engel.
Nach seinem Umzug nach Hollywood brachte er sich das Spielen auf der Bassgitarre bei. Er arbeitete für Jack Nitzsche als Studiomusiker. 1961 wurde Engel Bassist der Band The Routers.
Danach gründete er in Los Angeles die Dalton Brothers, die sich 1964 in The Walker Brothers umbenannten. Die Band bestand aus Walker als Bassist und Leadsänger, John Maus als Gitarrist und Sänger und dem Schlagzeuger Gary Leeds. Leeds war bereits mit P. J. Proby durch England getourt und schlug vor, sich dort niederzulassen. Die Walker Brothers hatten, vorwiegend mit aufwändig arrangierten Popballaden (The Sun Ain’t Gonna Shine Anymore) und Coverversionen (oft von Burt Bacharach und Hal David) weltweit Erfolg. Als Leadsänger wurde Walker zum Star. 1967 lösten sich The Walker Brothers auf dem Höhepunkt des Erfolgs auf. Ein Jahr später folgte noch eine Abschiedstournee durch Japan. Walker zog sich in ein Kloster auf der Isle of Wight zurück, wo er gregorianische Gesänge studierte und begann eine Solokarriere.

## Erste Soloalben. Scott 1–4
Walkers Soloalben zeugten von einer Neuorientierung. Seine frühen Soloalben waren mehr und mehr von europäischem Kabarett und Chansons beeinflusst. Walkers Musik war außerdem geprägt vom Wall of Sound. In dieser erfolgreichen Zeit vermischte er sein Image aus der Walker Brothers-Zeit mit dunklerer, idiosynkratischer Musik und gewagten Texten – sowohl in Coverversionen als auch in Eigenkompositionen, die immer mehr dominierten. Von der Kritik gelobt wurden seine Versionen bekannter Jacques-Brel-Chansons. Seine ersten drei Alben (Scott (1967), Scott 2 (1968), Scott 3 (1969)) waren kommerziell sehr erfolgreich, Scott 2 gelangte an die Spitze der britischen Charts. 1969 bekam er seine eigene TV-Show. Scott 4, auf der Höhe seines Ruhms als Solokünstler veröffentlicht, wurde hingegen ein kommerzieller Misserfolg. Die Platte bestand ausschließlich aus Eigenkompositionen mit ambitionierten Texten und sparsameren Arrangements. The Seventh Seal basiert auf Ingmar Bergmans Film Das siebente Siegel; The Old Man’s Back Again spielt auf den Prager Frühling und die Restalinisierung der Tschechoslowakei an. Das Publikum folgte Walkers Kurswechsel nicht, da sich das Material von Scotts TV-Auftritten und seinen anderen Soloalben durch einen deutlich ernsteren Ton unterschied. Dazu war die Platte ursprünglich unter Walkers Realnamen Noel Scott Engel veröffentlicht worden.

## Die 1970er Jahre
1970 erschien ’Til the Band Comes In. Es folgten vier erfolglose Alben ausschließlich mit Coverversionen. 1975 erfolgte die Reunion der Walker Brothers mit No Regrets. Nach dem Nachfolger Lines (1976) vollzog Walker – noch unter dem Namen The Walker Brothers – wieder einen künstlerischen Richtungswechsel: auf dem Album Nite Flights (1978), dem letzten Album mit den „Brothers That Never Were“, waren seine ersten Kompositionen seit acht Jahren zu finden. Der kommerzielle Erfolg blieb jedoch aus.

## Spätwerke
Climate of Hunter (1983), seine nächste Platte, gilt als das am wenigsten verkaufte Album der Plattenfirma Virgin. Hoch gelobt von den Kritikern, bedeutete dieses Album für Virgin einen großen Verlust. Auch die Mitwirkung bekannter Musiker wie Billy Ocean und Mark Knopfler konnten den Misserfolg nicht abwenden. Über die folgende Zeit äußerte Walker:

„Ich bin zum Orson Welles der Musikindustrie geworden. Man will mit mir Mittag essen, aber niemand will den Film finanzieren…“

1995 folgte nach zwölfjähriger Pause das noch radikalere Tilt, das den Beginn einer vollständigen Abkehr von kommerziellen Standards einläutete. Gleichzeitig erfuhren dieses Album sowie Werke Walkers positive Kritiken. 1999 erschien Walkers Instrumental-Soundtrack zum Film Pola X. Im gleichen Jahr trug er mit dem David-Arnold-Song Only Myself to Blame zum James-Bond-Film Die Welt ist nicht genug bei. Im Jahr 2000 schrieb er zwei Lieder für das Album Punishing Kiss von Ute Lemper. Diese beiden Songs (Scope J und Lullabye) bezeichnete Walker im Film 30 Century Man als die besten, „die ich je geschrieben habe“. 2001 produzierte er das Erfolgsalbum We Love Life von Pulp.
2003 (Quelle Discogs) erschien mit Five Easy Pieces ein 5-CD-Set, mit einem Musikalischen Querschnitt, aus 36 Jahren, seiner Werke und Coverversionen. Dabei wurde jeder CD ein enzelnes Thema zugeordnet, das dieses Set als Konzept erscheinen läßt. 2006 erschien sein Album The Drift auf dem Label 4AD. Der die Aufnahmesessions begleitende Film 30 Century Man wurde von David Bowie produziert.
2007 komponierte Scott Walker das Instrumentalstück And Who Shall Go to the Ball? And What Shall Go to the Ball? für das Tanzprojekt „Candoco“ mit dem Choreographen Rafael Bonachela. Das Projekt brachte körperlich behinderte und nichtbehinderte Künstler zusammen. Das reine Instrumentalstück für Kammerorchester, Cello, Flöte, Saxofon und Percussion besteht aus vier Teilen und ist knapp 25 Minuten lang. Eingespielt wurde die Komposition vom auf zeitgenössische Musik spezialisierten Kammerorchester London Sinfonietta. Das Label 4AD veröffentlichte das Werk im September 2007 als limitierte Edition, die niemals wieder veröffentlicht werden soll.
Die Plattenfirma hielt Scott Walker auch beim 2012 veröffentlichten Bish Bosch die Treue. Walker bezeichnete es als finalen Teil einer Trilogie, zu der The Drift und Tilt gehören. Die internationale Kritik reagierte auf die unverändert schroffen Töne weitgehend positiv.
Das im Oktober 2014 erschienene Album Soused wurde in Kooperation mit der Drone-Doom-Band Sunn O))) aufgenommen.
In seinen letzten Lebensjahren komponierte Walker die Musik für Brady Corbets Filme The Childhood of a Leader (2015) und Vox Lux (2018). Corbets dritter Film Der Brutalist (2024) ist Walker gewidmet. 

## Diskografie

### Studioalben
- 1967: Scott
- 1968: Scott 2
- 1969: Scott 3
- 1969: Scott Sings Songs from His TV-Series
- 1969: Scott 4
- 1970: ’Til the Band Comes In
- 1971: The Moviegoer
- 1973: Any Day Now
- 1973: Stretch
- 1974: We Had It All
- 1984: Climate of Hunter
- 1995: Tilt
- 2006: The Drift
- 2007: And Who Shall Go to the Ball? And What Shall Go to the Ball?
- 2012: Bish Bosch
- 2014: Soused (gemeinsam mit Sunn O))))

### Soundtrack-Alben
- 1999: Pola X
- 2016: The Childhood of a Leader
- 2018: Vox Lux

### Kompilationen
- 1969: The Romantic Scott Walker
- 1981: Fire Escape in the Sky: The Godlike Genius of Scott Walker
- 1981: Scott Walker Sings Jacques Brel
- 1993: Boychild
- 2004: Five Easy Pieces
- 2013: Scott – The Collection 1967–1970 (Scott 1–4 und ’Til the Band Comes In)

## Belege
1. ↑  Anthony Reynolds: The Impossible Dream: The Story of Scott Walker and the Walker Brothers. Jawbone Press, London 2009, ISBN 978-1-906002-25-1, S. 29
2. ↑  Associated Press: Scott Walker of the Walker Brothers Dies at Age 76. In: The New York Times, 25. März 2019. Abgerufen am 25. März 2019 (englisch).
3. ↑  Rob Young: No Regrets: Writings on Scott Walker, Hachette UK, 2012
4. ↑  Alan Jackson: "The Long Distance Walker", The Times, 22. April 1995,
5. ↑   John Walker, Gary Walker: The Walker Brothers: No Regrets – Our Story, John Blake Publishing, 2010
6. ↑  Sean O’Hagan: Interview: Scott Walker, The Guardian, 9. November 2008
7. ↑  Jan Kedves: Scott Walker ist tot - Der Mann mit der Mahagoni-Stimme. Abgerufen am 30. Mai 2020.
8. ↑  4AD: And Who Shall Go to the Ball?
9. ↑  Das Nichts nichtet, Rezension von Christian Schachinger in Der Standard vom 23. Oktober 2014, abgerufen am 3. November 2014
10. 1 2  Chartquellen: DE UK US
11. ↑  Auszeichnungen für Musikverkäufe: UK

| Personendaten    | Personendaten                           |
| ---------------- | --------------------------------------- |
| NAME             | Walker, Scott                           |
| ALTERNATIVNAMEN  | Engel, Noel Scott (wirklicher Name)     |
| KURZBESCHREIBUNG | US-amerikanischer Sänger und Bassist    |
| GEBURTSDATUM     | 9. Januar 1943                          |
| GEBURTSORT       | Hamilton, Ohio, USA                     |
| STERBEDATUM      | 22. März 2019                           |
| STERBEORT        | London, England, Vereinigtes Königreich |